# Basshunter
Jonas Erik Altberg (n. 22 decembrie 1984, Halmstad, Suedia), cunoscut sub numele de scenă Basshunter, este un cântăreț, producător muzical și DJ suedez. Este bine-cunoscut pentru hiturile „Boten Anna”, „Vi sitter i Ventrilo och spelar DotA”, „Now You're Gone” și „All I Ever Wanted”. A lansat trei albume, dintre care două în Marea Britanie, și 14 discuri single. A lansat ultimul său disc single, „Saturday”, în iulie 2010, și a participat la „reality show”-ul Celebrity Big Brother în ianuarie 2010. Lucrează la un al patrulea album care va fi lansat în 2011. Își descrie stilul muzical ca fiind eurodance, în timp ce alții îl încadrează în electro, club și alte subspecii ale muzicii electronice.

## Biografie
Basshunter a început să producă muzică în 2001, ajutându-se de programul de calculator Fruity Loops. Primul album, The Bassmachine, l-a lansat în 2004, prin intermediul propriului său sit web.
După ce câteva demo-uri marca Basshunter s-au răspândit pe internet, Jonas Altberg a început să primească telefoane de la cluburi care doreau să-l angajeze ca DJ.
În aprilie 2006 a semnat primul său contract de înregistrări cu Extenisive Music și Warner Music Sweden. Primul single marca Warner, „Boten Anna” a devenit hit în Scandinavia aproape concomitent cu lansarea. A fost totodată primul cântec în limba suedeză care s-a clasat pe locul 1 în Dutch Top 40, iar versiunea în engleză a piesei („Now You're Gone”) a ajuns numărul 1 în Topul UK, în 2008.

## Discografia
Albume de studio
- The Bassmachine (2004)
- LOL <(^^,)> (2006)
- Now You're Gone – The Album (2008)
- Bass Generation (2009)
- Calling Time (2013)